# 김근 (1942년)
김근(金槿, 1942년 9월 7일 ~ )은 대한민국의 언론인이다.

## 학력
- 1957년 ~ 1960년 : 전주고등학교
- 1960년 ~ 1967년 : 한국외국어대학교 스페인어과 학사 (1960학번)
- 서울대학교 신문대학원 수료(1973년)
- 프랑스 파리제7대학 박사(1987년)

## 경력
- 현대경제일보(67～)
- 1967년 한국경제신문 기자
- 동아방송 기자 (1975, ~ 1980년 해직)
- 한겨레신문 경제부 편집위원(88～)
- 한겨레신문 논설위원(89～)
- 한겨레신문 편집위원장(93～)
- 한겨레신문 논설주간(98.1～99.3)
- 대통령자문 정책기획위원회 위원(98.5～01.5)
- 방송위원회 위원(99.2～00.2)
- 한겨레신문 논설주간 이사(99.3～00.9)
- 한국신문방송편집인협회 이사(99.9～01.1)
- 연합뉴스 대표이사 사장(00.9～03.5)
- 국제언론인협회 이사(02.4～)
- 한국신문협회 감사(03.3～)
- 한국방송광고공사 사장 (03.5 ~ 06.5)